# Lilium Jet
Dimensions
Le Lilium Jet est un avion électrique à décollage et atterrissage vertical à 36 moteurs, développé et fabriqué par Lilium GmbH à Wessling, Allemagne.

## Historique
Lilium a été fondée en 2015 par quatre ingénieurs et doctorants de l'université technique de Munich. Ils sont soutenus par Business Incubation Center Bavaria, l'Agence spatiale européenne (ESA), une société Internet chinoise et une banque, un fonds technologique et des investisseurs privés. Le premier vol d'un prototype à deux places a eu lieu le 20 avril 2017 à l'aéroport Oberpfaffenhofen, près de Munich, Allemagne,. La maturité de la série est prévue pour 2025.
Le siège de Lilium GmbH est situé à Wessling, près de Munich, en Bavière, dans le sud de l'Allemagne. Environ 600 employés y travaillent. Lilium prévoit de développer un modèle de cinq places pour permettre un service de taxi de vol. En mars 2018, un nouveau cycle de financement de 90 millions de dollars a été achevé.
Depuis mai 2018, le designer automobile Frank Stephenson, se charge du design. Il a déjà travaillé pour BMW et a conçu diverses marques de voitures de sport. En août 2018, Arnd Müller, précédemment directeur marketing de la marque et directeur général Esprit Image GmbH et membre de l'équipe de direction, est devenu vice-président du marketing de Lilium. Il va faire de la société de développement des taxis aériens et de ses produits une marque internationale.
Le 4 mai 2019, un prototype taille réelle a effectué un premier vol stationnaire en effet de sol.
Le 24 février 2025 Lilium a déposé le bilan.

## Caractéristiques

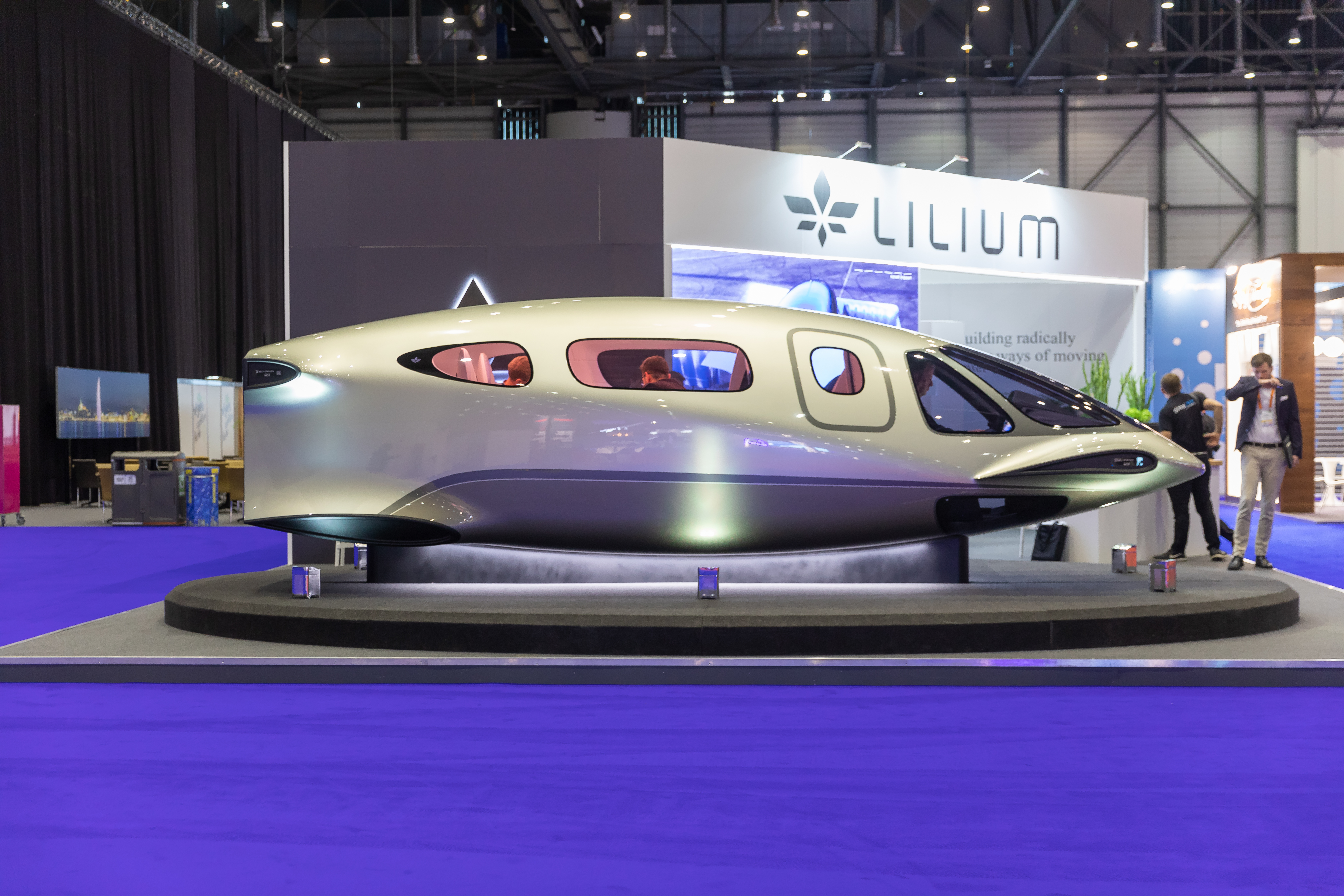

L'avion, de configuration canard, est propulsé par 36 hélices carénées entraînées par des moteurs électriques.  Il y en a six de chaque côté sur les voilures avant et douze de chaque côté à l'arrière. Ils sont montés directement sur les ailes au-dessus de douze volets mobiles. Les volets sont dirigés vers le bas pour décoller, ce qui crée un soulèvement vertical. Ensuite ils sont en position horizontale, de sorte que la poussée vers l'avant se produit. Ici, les ailes contribuent à la portance, qui est énergétiquement beaucoup plus économique que le giravion pur.